# شيدانك (مقاطعة فسا)
شيدانك (بالفارسية: شیدانک) هي قرية تقع في Now Bandegan District في إيران. يقدر عدد سكانها بـ 89 نسمة بحسب إحصاء 2016.